# Гарнет Олт
Гарнет Олт (англ. Garnet Ault, 1 листопада 1905 — 10 вересня 1993) — канадський плавець.
Призер Олімпійських Ігор 1928 року.